# Shi Zhiyong (1993)
Pour les articles homonymes, voir Shi Zhiyong.
Shi Zhiyong est un haltérophile chinois de la catégorie légers. Il a été champion olympique en 2016 en moins de 69 kg et a remporté le titre mondial en moins 69 kg en 2015 à Houston.
À la suite de la redéfinition totale des catégories en 2018, il évolue dans la catégorie supérieure des poids moyens (-73kg) et réussit à obtenir un nouveau titre olympique en 2021 en soulevant un total de 364 kg pour battre son propre record du monde d'un kilo.

## Palmarès
- Champion olympique en moins de 69 kg aux Jeux olympiques d'été de 2016 : 162 kg à l'arraché, 190 kg à l'épaulé-jeté, 352 kg au total.
- Champion du monde en moins de 69 kg en 2015 à l'arraché 158 kg, à l'épaulé-jeté 190 kg et au total 350 kg.
- Champion olympique en moins de 73 kg aux Jeux olympiques d'été de 2020 : 166 kg à l'arraché, 198 kg à l'épaulé-jeté, 364 kg au total.